# Tomoki Ikemoto
Tomoki Ikemoto (født 27. marts 1985) er en japansk fodboldspiller, som spiller for den japanske fodboldklub Giravanz Kitakyushu.